# Mladen Armus
Mladen Armus (nacido el 26 de marzo de 1997 (28 años) en Pristina) es un jugador de baloncesto kosovar con nacionalidad serbia que juega en las filas del Palencia Baloncesto de la Primera FEB. Con 2,08 metros de estatura juega en la posición de pívot.

## Trayectoria
Es un pívot nacido en Lewisville (Texas), formado en el KK Partizan de Belgrado con el que llegó a jugar en su equipo sub 18 en la temporada 2014-15, antes de marcharse a Estados Unidos para seguir formándose en la Southwest Christian Academy, situada en Little Rock.
En 2017, ingresa en la Universidad Estatal de Tennessee Oriental]], situada en Johnson City, Tennessee, donde jugaría durante dos temporadas la NCAA con los East Tennessee State Buccaneers, desde 2017 a 2019.
Tras una temporada en blanco, en 2020 ingresa en la Universidad Estatal de Boise, situada en Boise (Idaho), donde jugaría durante dos temporadas la NCAA con los Boise State Broncos, desde 2020 a 2022. En total, sus números universitarios fueron de 7,3 puntos y 7,2 rebotes en 130 encuentros entre ambas universidades.
En la temporada 2022-23, firma por el CS Phoenix Galaţi de la Liga Națională rumana.
En la temporada 2023-24, firma por el Lions de Genève de la LNA, la primera división del baloncesto suizo.
En la temporada 2024-25, firma por el CS Rapid Bucuresti de la Liga Națională rumana, en el que promedió 14,2 puntos y 9,7 rebotes en 35 encuentros jugados.
El 18 de agosto de 2025, firma por el Palencia Baloncesto de la Primera FEB.

### Selección nacional
En el Campeonato Mundial de Baloncesto Sub-17 de 2014, logra la medalla de bronce con la Selección de baloncesto de Serbia.